# Hatcliffe
Hatcliffe – wieś w Anglii, w hrabstwie ceremonialnym Lincolnshire, w dystrykcie (unitary authority) North East Lincolnshire. Leży 38 km na północny wschód od Lincoln i 220 km na północ od Londynu.